# 小見山輝
小見山 輝（こみやま てる、1930年10月1日 - 2018年7月1日） は、日本の歌人。本名・輝（あきら）。龍短歌会代表（1995 - 2018）。

## 来歴
1930年、岡山県笠岡市神島に生れる。1945年14歳で満蒙開拓青少年義勇軍に参加し満州に渡り、1946年に引き揚げ帰郷。1950年「林間」に入会。1951年「龍」入会。服部忠志に師事。1953年加藤克巳の「近代」に参加。1995年「龍」代表。万葉集や釈迢空の歌に親しみ、人間存在の根源的な虚ろを見つめ、生の華やぎや、かそけさをすくいとる作風に特徴がある。岡山県歌人会会長、日本歌人クラブ中国地区代表幹事などを歴任。万葉歌碑建立にも尽力した。2012年岡山地域文化賞受賞。2016年聖良寛特別賞受賞。

## 著書

### 歌集
- 第一歌集『春傷歌』（潮汐社 、1979年）
- 第二歌集『風』（手帖社 、1981年）
- 第三歌集『寄物六百歌』（砂子屋書房、1999年）
- 『現代歌人文庫小見山輝歌集』（砂子屋書房、2013年）ISBN 9784790414902
- 第四歌集『朝凪 夕凪』（潮汐社、2015年）
- 第五歌集『神島』（潮汐社、2017年）
- 第六歌集『一日一首』（潮汐社、2018年）ISBN 9784885230530

### 歌書
- 『歌の話』（みぎわ書房、1997年）
- 『独り精進』（大学教育出版、2000年）
- 『歌の話Ⅱ　汽水の蟹』（潮汐社、2010年）
- 『歌の話Ⅲ　とりふね』（潮汐社、2020年）ISBN 9784885230608

### その他
- 『歌を道づれに　岡山地名百選』（書肆亥工房、2001年）
- 『西東三鬼の世界』（岡山文庫、2003年）
- 『吉備のたたら』（日本文教出版、2009年）

## 作品
『春傷歌』

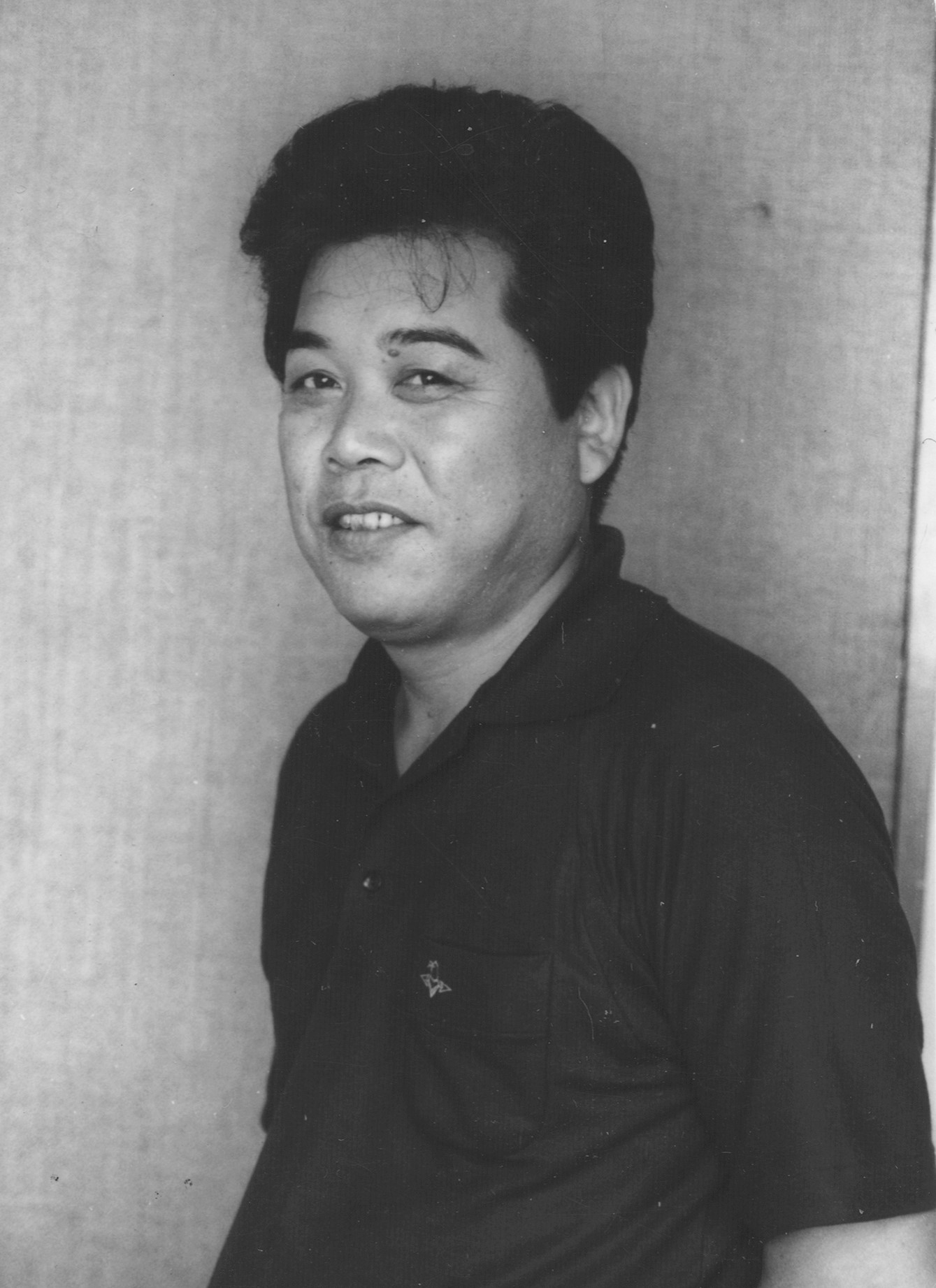
若き日の小見山輝

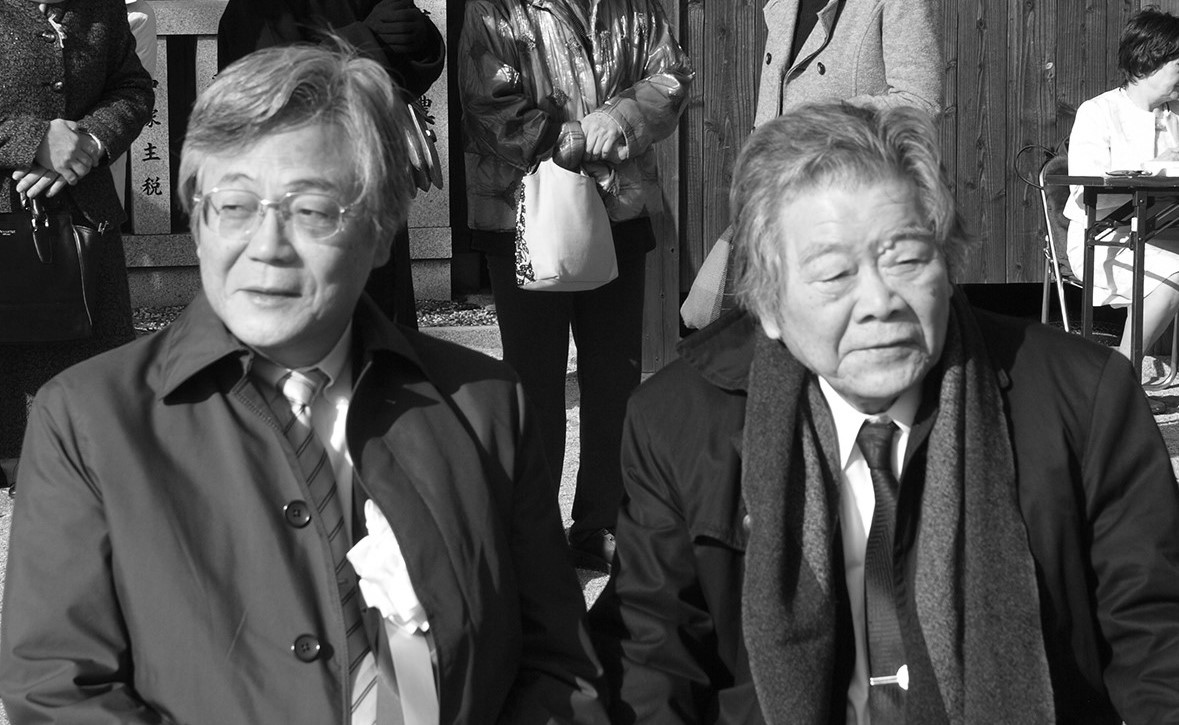
坂本信幸（万葉学者）と小見山輝

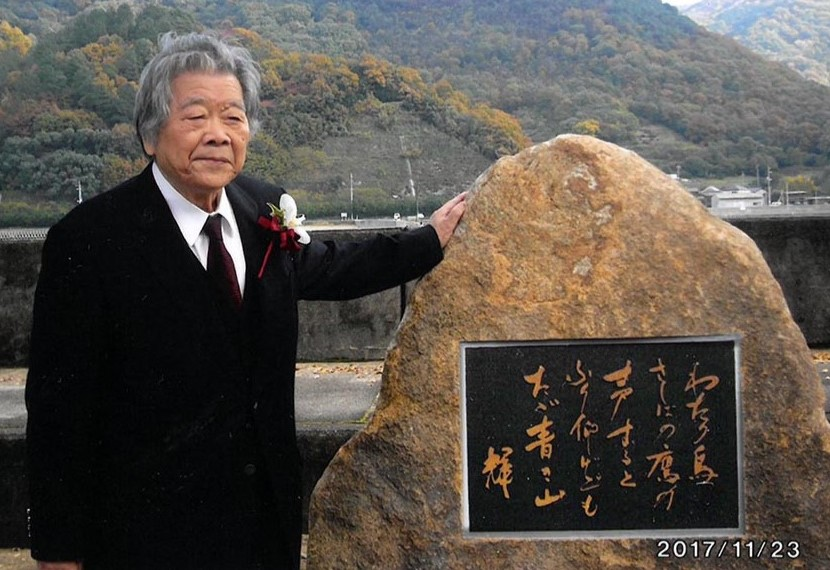
歌碑除幕式2017年11月23日

- 迫りくる雲の速さに驚きて声にし出でぬあはれ人の名
- 朝霧の動くともなき河原に現れては消ゆる黒き石ひとつ
- 男装となりてにほへる女医なりき「四平」にて別れその後を知らず
- つかの間のしぐれののちの雲晴れて墓原に人の墓ぞひしめく
- 戦ひにわが友多く死にけり昭和二十年ひとしく行年十五歳

自選歌集『空蟬』（『現代歌人文庫小見山輝歌集』所収）
- おびただしき猫と住まひて媼ひとり悦楽（えらぎ）の声をあぐることあり

『寄物六百首』
- みなぎりて波止を越えむとする潮を身に感じをり色事に似る
- 死の際に思へることや何ならむ佐太郎柊二まして迢空
- 鉄板の上にて焼きし死者の事思へば生くるは狂ふに似たり

『朝凪 夕凪』
- 常凡（よのつね）のことにはあれど人ごみの辻に泣きわめく児のあるはあはれ
- 驟雨して山にまつはる雨霧の暗く暮れゆくまでのいろいろ
- 鬼の声する時を経て鳥の声風の声まれに人の声する

『神島』
- 誰の妻と思ひかなしむ身の白く照りたるをみな細魚（さより）をすすぐ
- 枯芝のうへを枯葉がころげまはり音もたてねば見てゐるばかり
- 幼女（をさなめ）の庭前（かど）の遊びに声をかけ過ぎて来にけり互（かた）みに独り

『一日一首』
- 木も草も枯れはてにけり　ささやまにささなき走るうくひすのかげ
- 生れ在所の神島にかかる橋なれば　戻る思ひにわたりをり　あはれ
- 天神の沖の迫水（せみど）の水尾ひとすぢ　青む　を見れば　昼ふけにけり

### 歌碑
- 「わたり鳥 さしばの鷹の声すると ふり仰げども たゞ青き山」（岡山県笠岡市神島・自在天神社 2017年建立)[7]